# الفلك للترجمة والنشر
مؤسسة الفُلك للترجمة والنشر (بالإنجليزية: Al Fulk Translation and Publishing)‏، دار نشر مستقلة أُسّسَت في الإمارات  في أكتوبر 2015  ومقرها مدينة أبوظبي، وهي متخصصة في ترجمة أدب الأطفال واليافعين ، من لغات مختلفة إلى اللغة العربية.

## أهداف الفلك
تهدف دار الفُلك للترجمة والنشر إلى:
1. إثراء المكتبة العربية بالتنوع الثقافي في العالم، وأهمية التواصل الثقافي [4]، وذلك بترجمة قصص وحكايا منتقاة من الثقافات الأخرى.[5]
2. المساهمة في تأسيس قاعدة للسلوكيات القرائية للفئة العمرية ما بين 0-4.
3. رفع مستويات المحتوى فيما يتعلق بموضوعات كتب اليافعين: من فنتازيا وقصص واقعية.[6]

## شعار الفلك
الفُــلك.. لِتُبحِرَ مِن أُفُقٍ إلى أُفُق !

## إصدارات الفلك
أصدرت مؤسسة الفُلك للترجمة والنشر كتب أطفال عالمية مترجمة إلى العربية من لغات متعددة. الترجمات القادمة عن اللغات التالية: الفرنسية، الألمانية، الصينية، واليابانية.
من إصدارات مؤسسة الفُلك للترجمة والنشر:

### كتب مترجمة منالأيسلندية
- عن طائر بفن اسمه فيدو [13][14]- عنْ طيورِ البَفِن التي تزور جزيرةِ وستمان بالجنوبِ الآيسلنديِّ في الربيع، لِتتزاوجَ وتنشئَ عائلاتِها. تأليف براين بلكينغتون Brian Pilkington.
- سطح مفروش بالأزهار [15] - قصة من آيسلندا عن جدة كانت تعيش في القرية لكنها بعد ذلك انتقلت بكل ما تمتلكه إلى المدينة، ما عدا حيواناتها، فشعرت بالملل. تأليف إنغبيورغ سيغورذردونر Ingibjörg Sigurðardóttir.
- الذبابة التي أنهت الحرب [16] - تأليف برندس بيورفيتز دونر Bryndís Björgvinsdóttir.

### كتب مترجمة منالكورية
- العم فيفو والمئة قطرة.[17]
- فتى الطائرة الورقية.

### كتب مترجمة منالإنجليزية
- أنا والنحلة [18] - قصة عن الصداقة.
- أوتولاين والقطة الصفراء [19] - تأليف كريس ريدل Chris Riddell.

### كتب مترجمة منالإسبانية
- كنز باراكودا.[20]
- رحلة بيبو.[21]

### كتب مترجمة منالإيطالية
- ليوناردو والمد البحري [22] - عن الظواهر الطبيعية التي تنظّم الكون، والعلاقة بين البحر والقمر. هذه القصة البسيطة تشبع فضول الأطفال في معرفة لغزين في غاية الغموض: لغز الظواهر الطبيعية التي تنظّم الكون، ولغز العلاقة بين البحر والقمر.
- ميلو وسر جبال قراقرم [23] - عن البعثة الاستكشافية الإيطالية لجبل قراقرم 1909. تأليف أنريكو بريتسي.
- ليزا واكتشاف الديناصورات.[24]
- الطفل الذي اكتشف الصفر.[25]

### كتبإماراتية
- شيَرَة الهمبا [26] - قصة حقيقية عن ذكريات طفلة إماراتية أعطتها جدتها ثمرة مانجو، فزرعت بذرتها حتى نمت وأصبحت شجرة همبا (مانجو).
- عندما يفكر الهواء.[27]